# Delfín kapverdský
Delfín kapverdský, též delfín skvrnitý, delfínovec skvrnitý nebo prodelfín skvrnitý, je druh delfína žijícího v Atlantském oceánu. Od podobného delfína mexického se liší kratším zobákem, plošším a silnějším tělem a světlým pruhem táhnoucím se od ramen až k ocasní ploutvi. Dospělý delfín kapverdský dosahuje hmotnosti až 140 kg a délky až 2,5 m. Mláďata se rodí beze skvrn. Ty se nejdříve objevují na břiše a teprve později s přibývajícím věkem se šíří na hřbet.
Žije v až patnáctičlenných skupinách, ale při sledování sezónně vyskytující se potravy se mohou shlukovat i do většího hejna. Je dravý, loví v blízkosti hladiny i ze středních hloubek, především ryby a hlavonožce, jako jsou olihně. Samice je březí 14–15 měsíců, novorozené mládě je dlouhé 0,8–1,2 m.
Delfín kapverdský žije pouze v Atlantském oceánu, v pásu od pobřeží Brazílie k Nové Anglii na západě a při africkém pobřeží na východě.